# مجید انصاری
مجید انصاری (زادهٔ ۱۰ فروردین ۱۳۳۳) سیاستمدار اصلاح‌طلب و روحانی شیعه ایرانی است که به‌عنوان عضو حقیقی مجمع تشخیص مصلحت نظام و معاون حقوقی رئیس‌جمهور فعّالیت می‌کند. او همچنین دبیر اجرایی مجمع روحانیون مبارز است.
انصاری در دولت هشتم از سال ۱۳۸۳ تا ۱۳۸۴ به‌عنوان معاون امور حقوقی و مجلس رئیس‌جمهور فعّالیت می‌کرد و در دولت یازدهم از سال ۱۳۹۲ تا ۱۳۹۵ سمت معاون امور مجلس رئیس‌جمهور و از سال ۱۳۹۵ تا ۱۳۹۶ سمت معاون حقوقی رئیس‌جمهور را برعهده داشت.

## زندگی
مجید انصاری از نزدیکان خانواده خمینی و مسئولانی است که سابقه عضویت همزمان در سه نهاد مجلس شورای اسلامی، مجلس خبرگان رهبری و مجمع تشخیص مصلحت نظام را دارد. برادران او محمدعلی انصاری و حمید انصاری از جمله اعضای شاخص دفتر سید روح‌الله خمینی بودند.

## فعالیت‌های سیاسی

### معاونت امور حقوقی و مجلس
وی در آخرین سال فعّالیت دولت هشتم در سال ۱۳۸۳ به ریاست‌جمهوری سید محمد خاتمی، به‌عنوان معاون امور حقوقی و مجلس رئیس‌جمهور منصوب شد و تا سال ۱۳۸۴ در این سمت فعالیت کرد

### معاونت امور مجلس
با پیروزی حسن روحانی در انتخابات ریاست‌جمهوری سال ۱۳۹۲ و آغاز فعالیت کاری دولت یازدهم، مجید انصاری به‌عنوان معاون امور مجلس رئیس‌جمهور انتخاب شد و تا سال ۱۳۹۵ در این معاونت مشغول به کار بود و سپس به‌عنوان معاون حقوقی رئیس‌جمهور منصوب شد.

### معاونت حقوقی
پس از انتخاب الهام امین‌زاده، معاون حقوقی وقت ریاست‌جمهوری به‌عنوان دستیار رئیس‌جمهور در سال ۱۳۹۵، مجید انصاری از سوی حسن روحانی به سمت معاون حقوقی رئیس‌جمهور منصوب شد و تا سال ۱۳۹۶ فعّالیت کرد. او همچنین اولین رئیس سازمان زندان‌های جمهوری اسلامی از سال ۱۳۶۵ تا ۱۳۶۶ بود.
انصاری در مجلس پنجم پس از عبدالله نوری که به وزارت کشور دولت خاتمی رفت، ریاست فراکسیون خط امام (اقلیت) را برعهده داشت. انصاری نماینده استان تهران در دوره سوم مجلس خبرگان بود. شورای نگهبان از انصاری برای شرکت در آزمون کتبی انتخابات دور چهارم مجلس خبرگان دعوت کرد، که او نپذیرفت و رد صلاحیت شد.
مجید انصاری همچنین از سال ۱۳۸۰ عضو مجمع تشخیص مصلحت نظام می‌باشد.
با آغاز کار دولت یازدهم حسن روحانی، رئیس‌جمهور ایران، طی حکمی انصاری را به معاونت امور مجلس ریاست جمهوری برگزید.
در ۲ دی ۱۳۹۴، انصاری برای شرکت در پنجمین دورهٔ انتخابات مجلس خبرگان رهبری ثبت نام کرد، اما صلاحیتش از سوی شورای نگهبان احراز نگردید.
مسعود پزشکیان رئیس‌جمهور دولت چهاردهم، در ۱ شهریور ۱۴۰۳ انصاری را به سمت معاون حقوقی رئیس‌جمهور منصوب کرد.